# 誠和高等学校
誠和高等学校（せいわこうとうがっこう）とは、かつて愛知県一宮市大和町馬引字南正亀39番地にあった私立の定時制高等学校。

## 概要
林紡績本社工場に勤務する女子を対象とした定時制（昼間二交替制）の企業内高等学校であった。
姉妹校、系列校として林第二高等学校（1981年誠信高等学校に改称）、林学園女子短期大学（1980年に江南女子短期大学に改称、さらに1998年に愛知江南短期大学に改称。2003年閉校）、愛知服飾専門学校（1994年1月廃止認可）、一宮服飾専門学校（2022年6月廃止認可）が存在した。江南女子短期大学、愛知服飾専門学校、一宮服飾専門学校への進学は優先枠が設けられていた。
跡地は住宅地や倉庫となっている。

## 校訓
- 誠実・努力・忍耐・協和・感謝

## 沿革
- 1966年（昭和41年）12月 - 設置の認可を受ける。
- 1967年（昭和42年）4月4日 - 一宮林高等学校として開校。開校式を行う。
- 1968年（昭和43年）
  - 4月 - 林高等学校に改称する。
  - 5月 - 講堂兼体育館の林風館が完成。
  - 12月 - 校舎（鉄筋コンクリート造5階建）を増築する。
- 1969年（昭和44年）8月 - プールが完成する。
- 1981年（昭和56年）4月 - 誠和高等学校に改称する。
- 1997年（平成9年）6月 - 廃止の認可を受け、廃校。